# 여름날 우리
《여름날 우리》(중국어: 你的婚礼)는 2021년에 개봉한 중국의 로맨스, 코미디, 드라마 영화이다.
 한톈이 감독을 맡았다.
 중국에서 2021년 4월 30일에 먼저 개봉을 했으며, 대한민국은 2021년 8월 25일에 개봉되었다. 2023년 6월 28일에 다시 재개봉을 해 상영되었다.

## 줄거리
17살에 전학온 요우 용치에 첫눈에 반한 저우 샤오치

푹 빠졌던 그해 여름의 끝은 이별을 고한 요우 용치의 문자 한통

우연히 사진속에 보았던 요우 용치의 모습에 대학을 간 저우 샤오치

그러나 요우 용치에겐 남친이 있었으나 그 실체가 바람둥이인걸 알고

주먹을 날리며 떠난 21살의 여름의 저우 샤오치

그리고 다시 만난 저우 샤오치와 요우 용치는....

## 출연진
- 쉬광한 - 저우샤오치 역
- 장뤄난 - 요우 용치 역
- 딩관썬 - 장팡 역
- 옌쯔둥 - 창판 역
- 궈청 - 천천 역
- 왕사사 - 왕위커 역
- 량징캉 - 천하오얼 역
- 류쉰 - 사위 역